# Acanthostichus brevicornis
Acanthostichus brevicornis é uma espécie de inseto do gênero Acanthostichus, pertencente à família Formicidae.